# عين كفرزبد
عين كفرزبد هي إحدى القرى اللبنانية من قرى قضاء البقاع  في محافظة البقاع.
يحدها من الشمال بلدة قوسايا ومن الجنوب بلدة كفرزبد. تمتاز هذه البلدة بالعيش المشترك ويبلغ عدد سكانها حوالي 5000 نسمة، وأغلبية سكانها مهاجرين إلى دول عديدة منها: فنزويلا والولايات المتحدة وألمانيا وكندا وأستراليا، تتميز بالزراعة وخاصة الأشجار المثمرة كالكرز.